# 샬리바하나
샬리바하나(IAST: Śālivāhana)는 고대 인도의 전설적인 황제로, 마하라슈트라의 프라티슈타나 (현재의 파이탄)에서 통치했다고 전해진다. 그는 사타바하나 왕을 기반으로 한 것으로 여겨진다.
그에 대한 몇 가지 모순되는 전설이 있다. 대부분의 전설은 그를 우자인의 또 다른 전설적인 황제인 비크라마디티야와 어떤 식으로든 연결시킨다. 일부 전설에서는 그가 비크라마디티야의 적인 것으로 묘사되고, 다른 전설에서는 비크라마디티야의 손자로 명명되며, 몇몇 전설에서는 프라티슈타나의 통치자에게 비크라마디티야라는 칭호가 적용된다. 일부 역사적으로 부정확한 전설에 따르면, 그의 탄생 또는 그의 전투 승리 중 하나가 샤카기원의 또 다른 이름인 살리바하나 기년법의 시작을 알렸다.

## 전설

### 비라차리타
아난타의 영웅시 비라차리타(서기 12세기)는 살리바하나를 우자인의 비크라마디티야 왕의 경쟁자로 언급한다. 이에 따르면, 살리바하나는 비크라마디티야를 물리치고 죽였으며, 그 후 프라티슈타나에서 통치했다. 슈드라카는 살리바하나와 그의 아들 샤크티 쿠마르의 가까운 동맹이었다. 후에 슈드라카는 비크라마디티야의 후계자들과 동맹을 맺고 샤크티 쿠마르를 물리쳤다. 이 전설은 신화적인 이야기들로 가득하다.

### 바비샤 푸라나
파라마라 시대의 전설은 파라마라 통치자들을 전설적인 왕들과 연결시켜 파라마라 제국의 주장을 강화한다. 바비샤 푸라나에서 파라마라 왕 보자는 비크라마디티야의 손자로 명명된 살리바하나의 후손으로 묘사된다. 이 텍스트(3.1.6.45-7.4)에 따르면, 최초의 파라마라 왕은 아부산의 불 구덩이에서 태어난 프라마라였고 (따라서 아그니반샤에 속한다). 비크라마디티야, 살리바하나, 그리고 보자는 프라마라의 후손으로, 따라서 파라마라 왕조의 일원으로 묘사된다.
바비샤 푸라나는 비크라마디티야가 서쪽으로는 인더스강, 북쪽으로는 바다리스타나(바드리나트), 동쪽으로는 카필라, 남쪽으로는 세투반다(라메스와람)로 둘러싸인 바라타바르샤 (인도)를 통치했다고 언급한다. 그가 죽은 지 백 년 후, 아리아데샤(아리아인의 나라)의 18개 왕국에서 많은 언어와 종교가 발달했다. 사카족과 같은 외부인들이 아리아데샤에서 다르마 (의로움, 법과 질서)의 파괴에 대해 들었을 때, 그들은 인더스와 히말라야를 넘어 나라를 침략했다. 그들은 아리아인들을 약탈하고 아리아인의 아내들을 데리고 그들의 나라로 돌아갔다. 비크라마디티야의 손자인 살리바하나는 그 후 사카족과 다른 야만인들을 정복했다. 그는 아리아인들과 믈레차들을 구별하기 위해 마리아다를 정의하고, 인더스를 아리아인의 땅과 믈레차의 땅 사이의 경계로 설정했다.
그 후, 살리바하나는 한 번 후나족의 땅에 있는 눈 덮인 산으로 갔다. 그곳에서 그는 믈레차의 땅에서 진실이 파괴되었기 때문에 나타난 이사마시(예수 그리스도)를 만났다. 살리바하나는 그에게 경배하고 집으로 돌아갔다. 아리아데샤에서 그는 아슈바메다 제사를 지내고 하늘로 올라갔다. 살리바하나 이후 500년 후, 그의 후손인 보자도 무함마드와 마하무드 가즈나비를 모델로 한 "마하마다"를 포함한 외세 침략자들과 싸웠다.
이 텍스트는 예수의 교리를 베다 다르마와 일치하는 것으로 제시하는 반면, 무함마드는 악마적인 존재로 묘사된다. 테오도어 아우프레히트에 따르면, 예수에 대한 구절은 1897년에 첫 인쇄본을 출판한 벤카테스바라 출판사의 직원이 삽입했다. 조르지오 보나졸리에 따르면, 이 부분은 19세기에 "일부 영리한 판디트"에 의해 삽입되었다.

### 촐라 푸르바 파타얌
불확실한 날짜의 타밀어 필사본인 촐라 푸르바 파타얌("고대 촐라 기록")은 살리바하나(이 이야기에서는 보자로도 알려짐)에 대한 다음 전설을 담고 있다.
살리바하나는 아요디아의 도예가 집에서 셰사의 은총으로 태어났다. 그가 자라 왕이 되어 비크라마디티야를 물리쳤고, 살리바하나 기년법의 시작을 알렸다. 살리바하나는 이교도인 나스티카 슈라마나였으며 (아마도 자이나교인), 자신의 신앙으로 개종하기를 거부하는 모든 사람들을 박해했다. 그는 힌두교도들이 비크라마디티야로부터 받았던 모든 특권을 취소했다. 비슈라마나 금욕주의자들은 광야로 물러나기 시작했고, 시바와 비슈누에게 새로운 왕의 잔학 행위를 멈춰달라고 기도했다.
시바는 최고 존재에게 살리바하나의 왕국에 불의 비를 내리게 해달라고 호소했다. 셰샤는 살리바하나의 꿈에 나타나 다가올 재앙에 대해 경고했다. 살리바하나는 백성들에게 불의 비를 피하기 위해 돌집을 짓거나 강(카베리)에 숨으라고 말했다. 시바가 제3의 눈을 뜨고 불의 비를 내리기 시작했을 때, 백성들은 살리바하나의 조언 덕분에 살아남았다. 시바는 그 후 진흙 비를 내렸다. 돌집에 숨어 있던 사람들은 진흙이 입구를 막아 질식사했고, 살리바하나와 그의 군대를 포함하여 강에 숨어 있던 사람들은 살아남았다.
살리바하나를 파괴하기 위해 시바는 이제 세 개의 왕관을 쓴 왕을 창조했다: 비라 촐란, 울라 체란, 그리고 바지랑가 판디안. 세 왕은 티루무쿠달의 트리베니 상감 (세 강이 합류하는 곳)에서 함께 목욕을 하고 살리바하나에 대항하는 동맹을 맺었다. 다음으로, 그들은 카시와 칸치를 포함한 여러 곳에서 수많은 모험을 겪었다. 두르가의 축복으로 그들은 보물과 샨타누 시대부터 비크라마디티야 시대까지의 힌두 왕들의 비문을 발견했다. 그들은 그 후 쿠다투리유르(아마도 우라이유르)에 도착했고, 그곳에서 비라 촐란은 시바와 비슈누를 숭배하는 모든 사람들에게 살리바하나에 대항하는 도움을 요청하는 편지를 썼다. 쿠다투리유르에는 세 왕의 캠페인을 지원하기 위해 많은 사람들이 모였다. 살리바하나는 이러한 준비를 듣고 남쪽으로 진격하여 티루치라팔리의 견고한 성채를 점령했다.
세 왕은 살리바하나에게 항복하고 그의 신앙을 포기하라고 요청하는 사절을 보냈다. 그가 거부하자, 그들과 그들의 동맹국들은 티루바나이카발에 군대를 집결시켰다. 그들이 이전에 칸치에서 발견했던 비문으로부터, 그들은 티루치라팔리 요새로 들어가는 지하 통로가 있다는 것을 깨달았다. 그들은 몇 명의 병사를 보내 요새에 들어가 친타마니 문을 열었다. 그들의 군대는 그 후 요새로 진입하여 살리바하나를 물리쳤다. 촐라 푸르바 파타얌은 살리바하나의 패배를 불확실한 기년법(아마도 칼리 유가의 시작부터)의 1443년으로 기록한다.

### 기타
자이나교 학자 헤마찬드라 (12세기)는 살리바하나를 네 명의 박식한 왕 중 한 명으로 명명한다. 또 다른 자이나교 작가인 지나 프라부 수리 (Jina Prabhu Suri)는 칼파 프라디파 (Kalpa Pradipa)에서 그를 언급한다. 살리바하나와 비크라마디티야를 경쟁자로 묘사하는 일부 전설에서는, 그들의 정치적 경쟁이 언어 후원으로 확장되어, 비크라마디티야는 산스크리트어를, 살리바하나는 프라크리트어를 지지했다고 한다.

## 살리바하나기
일부 역사적으로 부정확한 전설에 따르면, 살리바하나의 승리 중 하나가 샤카기원("살리바하나기원"로도 알려짐)의 시작을 알렸다. 살리바하나와 서기 78년에 시작하는 시대의 가장 초기 연관성은 소마라자(Somaraja)의 칸나다어 저서 우드바타카비야(Udbhatakavya, 서기 1222년)에서 발견된다. 다음으로 가장 초기의 연관성은 야다바 왕 크리슈나의 타스가온 명판(Tasgaon plates, 서기 1251년)에서 발견된다. 무후르타 마르탄다(Muhurta-Martanda)와 같은 일부 저서들은 이 시대가 살리바하나의 탄생부터 시작된다고 제안한다. 지나프라바 수리(Jinaprabha Suri)의 칼파 프라디파(Kalpa-Pradipa, 서기 1300년경)와 같은 다른 저서들은 이 시대가 살리바하나가 비크라마디티야에 승리한 것을 기념한다고 제안한다.
D. C. 시르카르는 북부의 왕 비크라마디티야와 비크라마 시대의 연관성(역시 역사적으로 부정확함)이 남부 학자들이 자신들만의 유사한 전설을 만들어내도록 이끌었을 것이라고 제안한다. 그 시대 이름의 외국적 연관성을 잊으려는 시도도 또 다른 요인이었을 것이다. 살리바하나는 쿨라라 카스트에 속한다.

## 역사성
살리바하나에 대한 많은 전설에는 판타지와 신화적 요소가 포함되어 있지만, 일부 학자들은 그가 역사적 인물(또는 인물들)을 기반으로 한다고 믿는다. 모리츠 빈터니츠와 K. R. 수브라마니안과 같은 학자들에 따르면, 살리바하나는 사타바하나와 동일하며, 사타바하나 왕들의 일반적인 가문 이름 또는 칭호였다. D. C. 시르카르에 따르면, 전설적인 "살리바하나"는 여러 사타바하나 왕들의 업적을 기반으로 했으며, 전설적인 비크라마디티야도 여러 왕들을 기반으로 했고, 이 개별 왕들 간의 구별은 시간이 지남에 따라 사라졌다. 그는 "살리바하나기"가 사타바하나 통치자 가우타미푸트라 사타카르니가 일부 샤카(서사트라프) 왕들을 상대로 거둔 승리를 기반으로 했다는 역사적으로 부정확한 견해를 믿는다.

프라보다 친타마니(Prabodha Chintamani)와 차투라빈샤티 프라반다(Chaturavinshati Prabandha)와 같은 문학 작품들은 살리바하나가 40만 개의 가타 (단일 운문 시)를 작곡했다고 제안한다. 사타바하나 왕 할라가 편찬한 가타 삽타샤티에는 마하라슈트리 프라크리트어로 된 700개의 구절이 포함되어 있다. 이러한 이유로 할라는 살리바하나와 동일시된다. 자이나교 연대기 작가들은 그가 자이나교도였다고 주장하지만, 이 작품이 시바를 언급하는 것을 볼 때 이는 옳지 않은 것으로 보인다. 카타사리트사가라 (현재는 소실된 브리하트카타를 기반으로 함)도 사타바하나라는 왕에 대한 몇 가지 전설을 포함하고 있지만, 이 왕은 할라와는 분명히 다르다.

### 참고 문헌
- D. C. Sircar (1969). 《Ancient Malwa And The Vikramaditya Tradition》. Munshiram Manoharlal. ISBN 978-8121503488. 2024년 3월 11일에 원본 문서에서 보존된 문서. 2018년 7월 11일에 확인함.
- Moriz Winternitz (1985). 《History of Indian Literature》. Motilal Banarsidass. ISBN 9788120800564.